# Stroopwafel

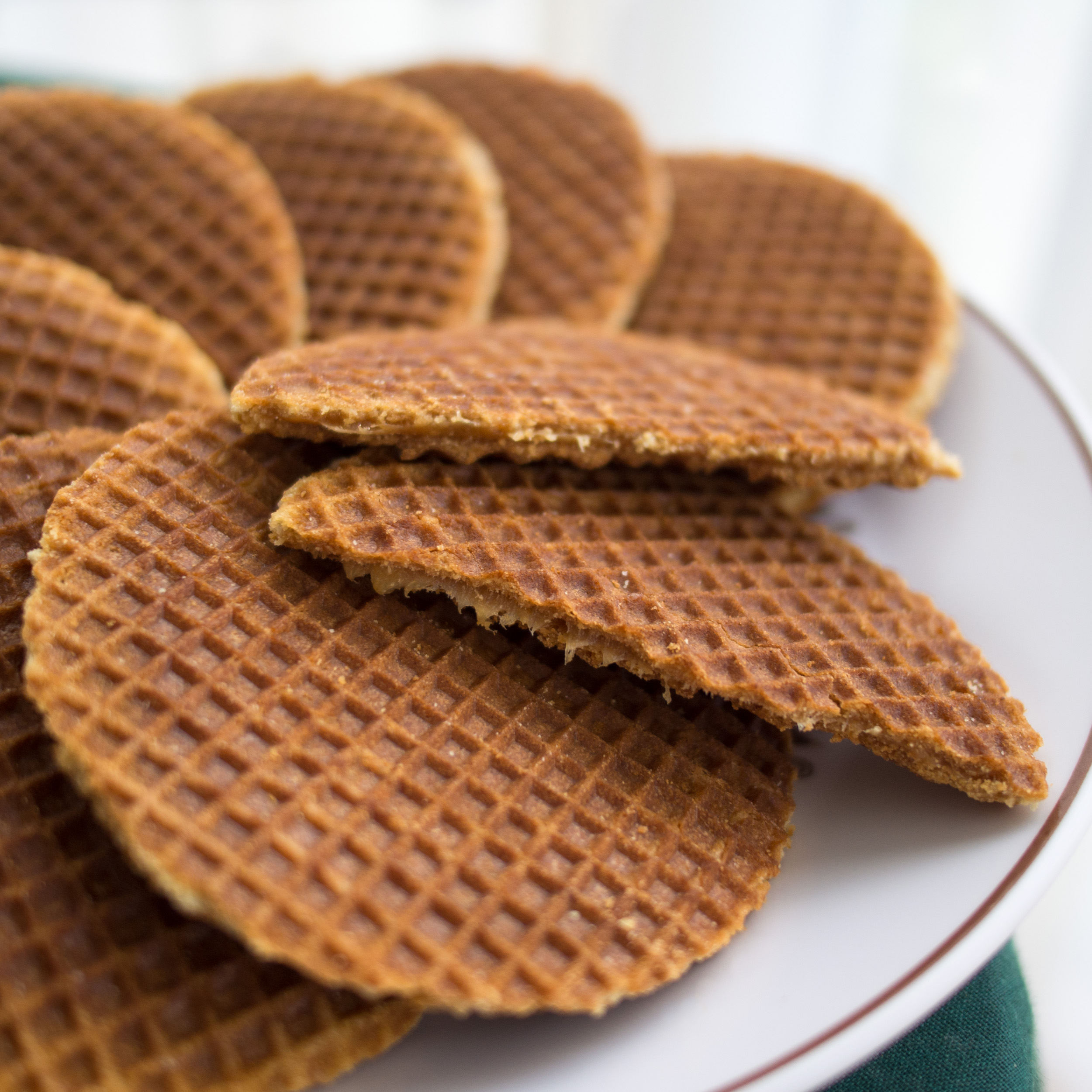
Stroopwafels

Eine Stroopwafel (Niederländisch für „Sirupwaffel“) ist eine niederländische Spezialität. Sie besteht aus zwei runden, aufeinander liegenden Teigwaffeln mit einem Durchmesser von etwa 10 Zentimetern, zwischen denen sich eine Füllung aus Karamell befindet.
Die Stroopwafel wurde im 19. Jahrhundert in Gouda erfunden und wird traditionell mit Kaffee, Tee oder Kakao konsumiert. Häufig wird sie vor dem Verzehr auf die Tasse gelegt, um sie zu erwärmen und so den Sirup zu verflüssigen. Heutzutage wird dazu auch oft der Mikrowellenherd genutzt.
Während Stroopwafels außerhalb der Niederlande in der Regel nur industriell hergestellt und verpackt bezogen werden können, werden sie in ihrem Ursprungsland häufig auf Märkten von Straßenhändlern frisch zubereitet. Der Bruch wird zusätzlich in Tüten abgepackt als „Snippers“ verkauft.